# Datu Odin Sinsuat
Datu Odin Sinsuat est une localité de la province de Maguindanao, aux Philippines. En 2015, elle compte 99 210 habitants.